# Голик, Виталий Акимович
Виталий Акимович Голик — советский деятель госбезопасности, полковник.

## Биография
Родился в 1918 году в Богуславе в семье счетовода. В 1936 году окончил среднюю школу в городе Богуславе Киевской области.
С 1936 года работал пионервожатым детской коммуны (колонии) имени Кирова города Богуслава.
В июле 1937 года поступил в украинский Коммунистический институт журналистики в Харькове.
Член ВКП(б) с мая 1940 года.
После окончания института с августа 1940 года работал секретарем редакции, заместителем редактора газеты «Красное знамя» города Коломыи Станиславской области. С июля 1941 года — слесарь-электрик военных заводов в Константиновке Сталинской области и Большом Токмаке Запорожской области. С октября 1941 года — секретарь редакции Салобелянской районной газеты Кировской области РСФСР.
Участник Великой Отечественной войны: политработник 131-й стрелковой дивизии, секретарь редакции дивизионной газеты «За Родину» Сталинградского фронта, партизан, секретарь подпольного областного комитета ЛКСМУ, комиссар партизанского полка имени Котовского Житомирского партизанского соединения им. Щорса под командованием Маликова С. Ф..
С мая 1944 года — заместитель заведующего отделом пропаганды и агитации Винницкого областного комитета КП(б)У.
С ноября 1945 по июль 1948 года учился в Высшей партийной школе при ЦК ВКП(б).
В июле 1948 — январе 1951 года — заместитель заведующего, заведующий отделом пропаганды и агитации Сталинского областного комитета КП(б)У.
В феврале — августе 1951 года — секретарь Винницкого областного комитета КП(б)У.
С 23 августа по 14 ноября 1951 года — заместитель начальника 1-го Управления Министерства государственной безопасности УССР. С 15 января по 1 марта 1952 года — и. о. заместителя начальника, с 1 марта 1952 по 17 марта 1953 года — заместитель начальника 1-го Главного управления (нелегальная разведка) Министерства государственной безопасности УССР.
С 9 мая по 21 сентября 1953 года — заместитель начальника Управления МВД Украинской ССР по Харьковской области.
С 21 сентября 1953 по 5 июня 1954 года — начальник Управления МВД Украинской ССР по Житомирской области.
С 5 июня 1954 по 13 января 1960 года — начальник Управления КГБ при СМ Украинской ССР по Житомирской области.
С 13 января 1960 по декабрь 1962 года — начальник Управления КГБ при СМ Украинской ССР по Донецкой области.
С 13 апреля 1963 по 2 марта 1966 года — начальник Управления КГБ при СМ Украинской ССР по Волынской области.
С мая 1966 года работал заместителем заведующего, с апреля 1970 по январь 1979 года — заведующим отделом Президиума Верховного Совета Украинской ССР.
С января 1979 года — персональный пенсионер в городе Киеве.
Делегат XXII съезда КПСС.
Умер в 1983 году в Киеве.

## Награды
- Орден Отечественной войны II степени (02.05.1945)
- Орден Трудового Красного Знамени (30.08.1971)
- Орден Красной Звезды (05.01.1944)